# Vogues 1938
Pour plus de détails, voir Fiche technique et Distribution.
Vogues 1938 (Vogues of 1938) est un film américain réalisé par Irving Cummings, sorti en 1937.

## Synopsis
Un créateur de mode réussie est assaillie à la maison par sa femme acariâtre ainsi qu'au travail par ses concurrents. Sa vie devient encore plus compliquée lorsqu'une de ses clientes, une future mariée, abandonne son riche mari et vient le voir à la recherche d'un emploi...

## Fiche technique
- Titre original : Vogues of 1938
- Titre français : Vogues 1938
- Réalisation : Irving Cummings
- Scénario : Bella Spewack et Sam Spewack
- Photographie : Ray Rennahan
- Pays d'origine : États-Unis
- Format : Noir et blanc - 1,37:1 - Mono
- Genre : musical
- Durée : 109 minutes
- Date de sortie : 1937

## Distribution
- Warner Baxter : George Curson
- Joan Bennett : Wendy Van Klettering
- Helen Vinson : Mary Curson
- Mischa Auer : Prince Muratov
- Alan Mowbray : Henry Morgan
- Jerome Cowan : W. Brockton
- Alma Kruger : Sophie Miller
- Marjorie Gateson : Mrs. George Curtis-Lemke
- Victor Young : Lui-même